# Чём
Чём (также на географических картах был зафиксирован вариант Чом) — река в Новосибирской области России.
Длина — 96 км, площадь водосборного бассейна — 850 км².
Протекает по территории Тогучинского и Искитимского районов. Берёт начало на Салаирском кряже. Впадает в реку Бердь в 105 км от её устья по правому берегу. Основные притоки — Китерня и Укроп.
На реке расположены населённые пункты: посёлок Верх-Чемской, сёла Дергаусово, Чёмское, Мосты и Усть-Чём.
Ширина реки в нижнем течении — 8—18 м, глубина — 0,6—1,5 м. По данным наблюдений с 1974 по 1998 год среднегодовой расход воды в 22 км от устья составляет 2,19 м³/с, максимальный расход (22,2 м³/с) зафиксирован в апреле 1977 года, минимальный (0,12 м³/с) — в декабре 1981 года.

## Притоки
(указано расстояние от устья)
- 14 км: Китерня
- 20 км: Укроп
- 42 км: Каменка
- 60 км: Агафониха
- 73 км: Коровиха
- 78 км: Головниха

## Данные водного реестра
По данным государственного водного реестра России и геоинформационной системы водохозяйственного районирования территории РФ, подготовленным Федеральным агентством водных ресурсов:
- Бассейновый округ — Верхнеобский
- Речной бассейн — (Верхняя) Обь до впадения Иртыша
- Речной подбассейн — Обь до впадения Чулыма (без Томи)
- Водохозяйственный участок — Обь от города Барнаула до Новосибирского гидроузла без реки Чумыш